# Chlorid molybdenatý
Chlorid molybdenatý je chemická sloučenina molybdenu s empirickým vzorcem MoCl2. Vytváří polymery, které můžeme popsat vzorcem Mo6Cl12.

## Struktura
Molybdenaté ionty, který jsou poměrně velké, tvoří klastry, místo klasického nejtěsnějšího uspořádání. V klastrech je přítomna vazba molybden-molybden, základní jednotku lze popsat vzorcem Mo6Cl12. Jednotky jsou propojeny do polymerní sítě chloridovými můstky. Tento chlorid lze snadno převést na dianion [Mo6Cl14]2−. V tomto aniontu nese každý molybden jeden terminální chlorid, jednotka Mo6 tvoří oktaedr vepsaný do krychle tvořené osmi chloridy.

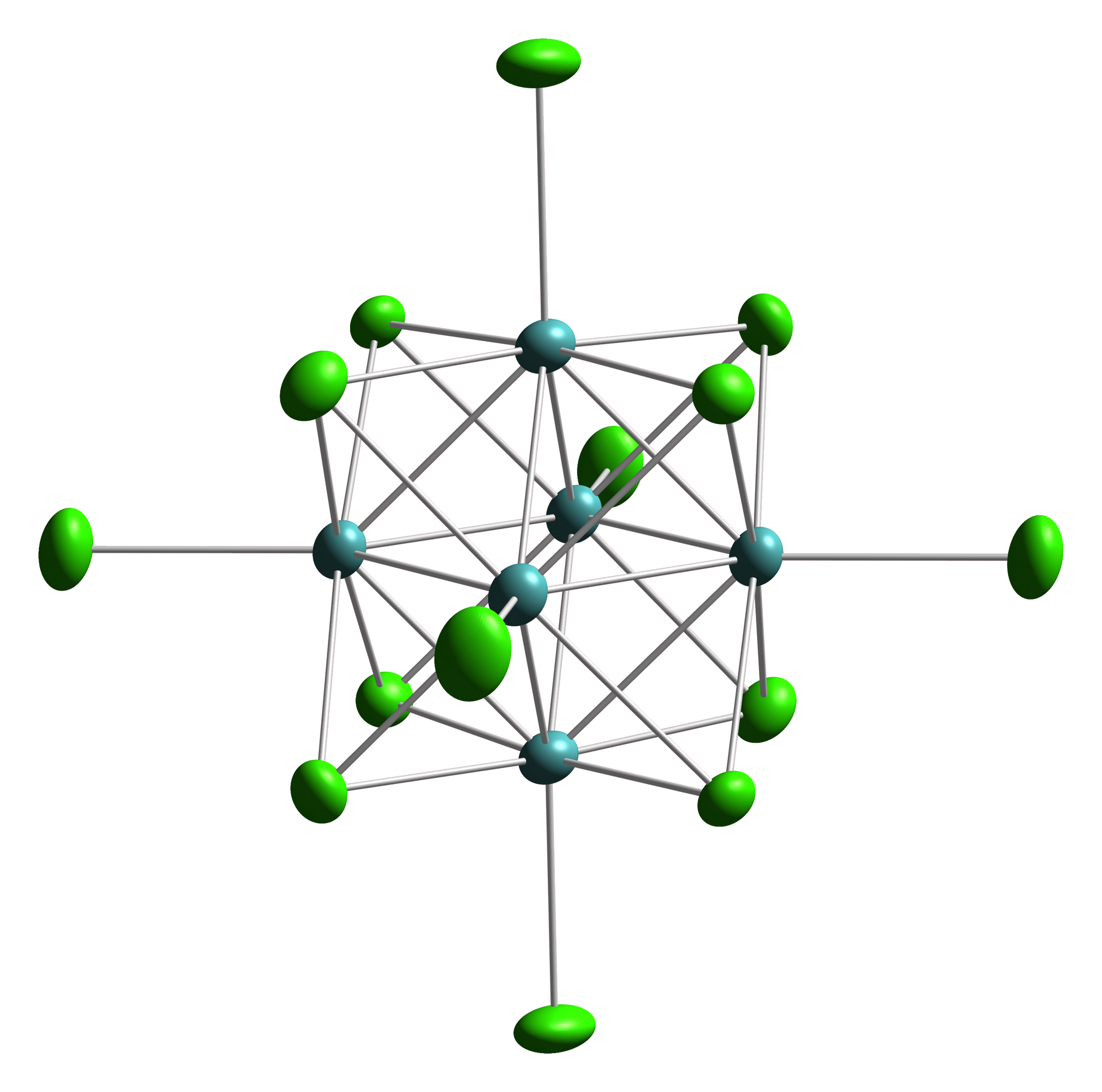
Krystalová struktura aniontu Mo_{6}Cl
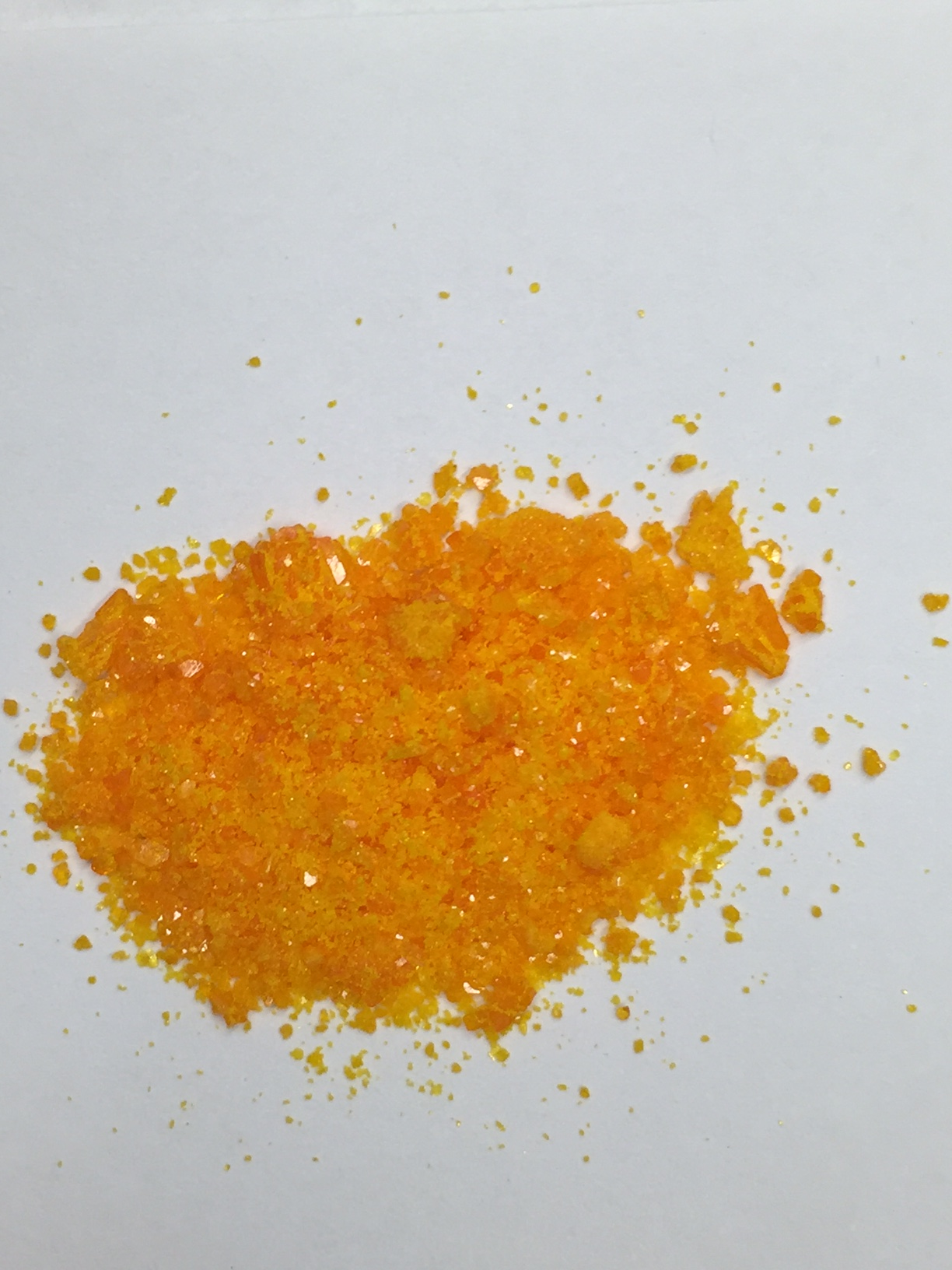
(NBu_{4})_{2}[Mo_{6}Cl_{14}]

- Krystalová struktura aniontu Mo6Cl 2-
14
- (NBu4)2[Mo6Cl14]

## Příprava a reakce
Mo6Cl12 se připravuje redukcí chloridu molybdeničného kovovým molybdenem:greenwood
12 MoCl5 + 18 Mo → 5 Mo6Cl12
V průběhu reakce vzniká chlorid molybdeničitý a molybdenitý, které jsou také redukovány molybdenem. Redukce se provádí v trubkové peci při teplotě 600–650 °C.
Mo6Cl12 podléhá mnoha reakcím, kdy zůstává zachován klastr Mo 12+
6 . Zahříváním s koncentrovanou HCl získáme (H3O)2[Mo6Cl14]. Terminální chloridy lze snadno vyměnit za jiné atomy:
(H3O)2[Mo6Cl14] + 6 HI → (H3O)2[Mo6Cl8I6] + 6 HCl
Za náročnějších podmínek lze zaměnit všech 14 ligandů, za vzniku solí [Mo6Br14]2− a [Mo6I14]2−.